# Алгоритм DDA-лінії
Алгоритм DDA-лінії растеризує відрізок прямої між початковою та кінцевою точками. В найпростішій реалізації алгоритм інтерполює значення з інтервалів [(xstart, ystart), (xend, yend)] обчислюючи для кожного xi вираз xi = xi−1+1/m, yi = yi−1 + m, де Δx = xend − xstart , Δy = yend − ystart та m = Δy/Δx.
Абревіатура DDA в назві цього алгоритму комп'ютерної графіки походить від англ. Digital Differential Analyzer (цифровий диференціальний аналізатор) — обчислювальний пристрій, що застосовувалося раніше для генерації векторів.
Алгоритм можна реалізувати використовуючи дійсні або цілі числа.

## Алгоритм
Нехай відрізок заданий дійсними координатами кінців {\displaystyle (x_{1},y_{1});(x_{2},y_{2})}. Растровими (цілочисельними) координатами кінцевих точок стають округлені значення вихідних координат: {\displaystyle x_{\mathrm {start} }=\operatorname {round} (x_{1}),y_{\mathrm {start} }=\operatorname {round} (y_{1});}{\displaystyle x_{\mathrm {end} }=\operatorname {round} (x_{2}),y_{\mathrm {end} }=\operatorname {round} (y_{2})}.
Більше з двох чисел — {\displaystyle (x_{\mathrm {end} }-x_{\mathrm {start} })} або {\displaystyle (y_{\mathrm {end} }-y_{\mathrm {start} })} — за абсолютною величиною приймається за кількість кроків {\displaystyle L} циклу растеризації, збільшене на 1.
На початку циклу допоміжним дійсним змінним {\displaystyle x} і {\displaystyle y} присвоюються вихідні координати початку відрізка: {\displaystyle x=x_{1};y=y_{1}}. На кожному кроці циклу ці дійсні змінні отримують приріст {\displaystyle (x_{\mathrm {end} }-x_{\mathrm {start} })/L;(y_{\mathrm {end} }-y_{\mathrm {start} })/L}. Растрові ж координати, віднайдені на кожному кроці, є результатом округлення відповідних дійсних значень {\displaystyle x} і {\displaystyle y}.
Застосування обчислень з дійсними числами і лише одноразове використання округлення для остаточного отримання значення растрової координати зумовлюють високу точність і низьку швидкодію алгоритму.
Далі представлено програмний код реалізації алгоритму DDA-лінії. Значення допоміжних змінних {\displaystyle x} і {\displaystyle y} тут зберігаються у вигляді масивів.
```
void
 
dda_line
 
(
float
 
x1
,
 
float
 
y1
,
 
float
 
x2
,
 
float
 
y2
){

  
int
 
i
,
 
L
,
 
xstart
,
 
ystart
,
 
xend
,
 
yend
;

  
float
 
dX
,
 
dY
,
 
x
[
1000
],
 
y
[
1000
];
    

  
xstart
 
=
 
roundf
(
x1
);

  
ystart
 
=
 
roundf
(
y1
);

  
xend
 
=
 
roundf
(
x2
);

  
yend
 
=
 
roundf
(
y2
);

  
L
 
=
 
max
(
abs
(
xend
-
xstart
),
 
abs
(
yend
-
ystart
));

  
dX
 
=
 
(
x2
-
x1
)
 
/
 
L
;

  
dY
 
=
 
(
y2
-
y1
)
 
/
 
L
;

  
i
 
=
 
0
;

  
x
[
i
]
 
=
 
x1
;

  
y
[
i
]
 
=
 
y1
;

  
i
++
;

  
while
 
(
i
 
<
 
L
)

  
{

    
x
[
i
]
 
=
 
x
[
i
-1
]
 
+
 
dX
;

    
y
[
i
]
 
=
 
y
[
i
-1
]
 
+
 
dY
;

    
i
++
;

  
}

  
x
[
i
]
 
=
 
x2
;

  
y
[
i
]
 
=
 
y2
;

  
/* Output: -----------------------*/

  
i
 
=
 
0
;

  
while
 
(
i
 
<=
 
L
)

  
{

    
plot
 
(
roundf
(
x
[
i
]),
 
roundf
(
y
[
i
]));
 
/* Draws a point. */

    
i
++
;

  
}

  
/* -------------------------------*/

}

```

Оптимізований алгоритм, замість поділу використовує зсув побітово. sx, sy — початок лінії tx, ty — кінець лінії. Застосовується в разі, якщо використання змінних з плаваючою комою (float, double тощо) неможливо на увазі будь-яких обмежень.
```
 
int
 
l
,
 
dx
,
 
dy
;

  
int
 
xr
 
=
 
Math
.
abs
(
tx
-
sx
);

  
int
 
yr
 
=
 
Math
.
abs
(
ty
-
sy
);

  
if
(
xr
 
>
 
yr
)
 
{
l
=
xr
;}
 
else
 
{
l
=
yr
;}

  
int
 
px
 
=
 
(
sx
<<
12
)
+
(
1
<<
11
);
     
//  1<<11 аналогично 0.5 у float

  
int
 
py
 
=
 
(
sy
<<
12
)
+
(
1
<<
11
);

  
int
 
ex
 
=
 
(
tx
<<
12
)
+
(
1
<<
11
);

  
int
 
ey
 
=
 
(
ty
<<
12
)
+
(
1
<<
11
);

  
if
(
l
 
!=
 
0
)
 
{

      
dx
 
=
 
(
ex
-
px
)
 
/
 
l
;

      
dy
 
=
 
(
ey
-
py
)
 
/
 
l
;

  
}
 
else
 
{

      
dx
 
=
 
0
;

      
dy
 
=
 
0
;

  
}

  
for
(
int
 
i
=
0
;
 
i
<=
l
;
 
i
++
)
 
{

      
drawpoint
(
px
>>
12
,
 
py
>>
12
);

      
px
 
+=
 
dx
;

      
py
 
+=
 
dy
;

  
}

```

Модифікований алгоритм DDA-лінії застосовується для растеризації кіл.